# Gonomyia (Leiponeura) aegina
Gonomyia (Leiponeura) aegina is een tweevleugelige uit de familie steltmuggen (Limoniidae). De soort komt voor in het Australaziatisch gebied.